# Pozsonyi III. járás

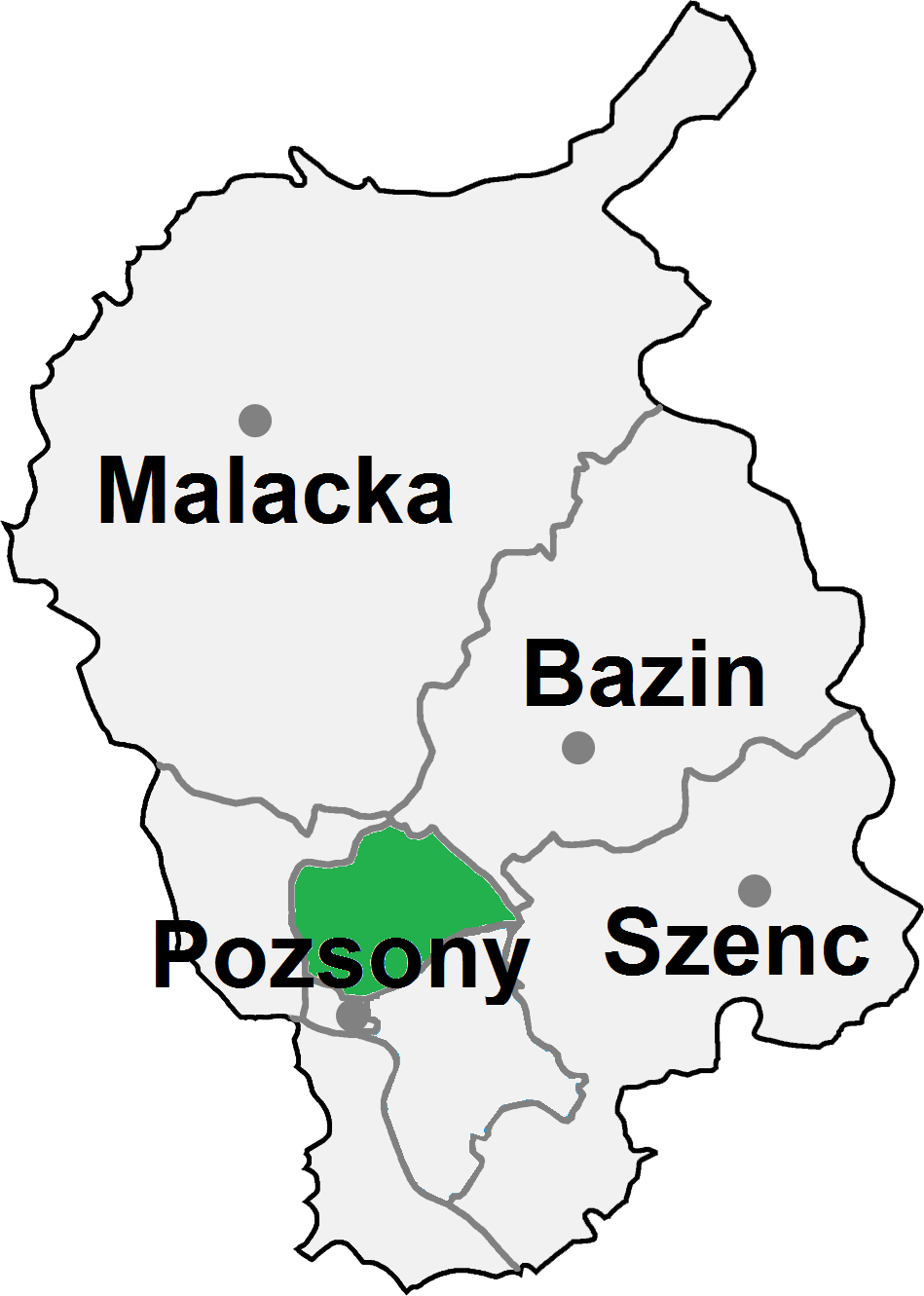
A Pozsonyi III. járás fekvése a Pozsonyi kerületen belül

A Pozsonyi III. járás (szlovákul Okres Bratislava III) Szlovákia Pozsonyi kerületének közigazgatási területe, mely Pozsony városnak az Óvárostól északra eső területét foglalja magában. 
Területe 75 km², lakossága 61 046 fő (2011).
Pozsony város következő részei tartoznak hozzá:
 (Zárójelben a szlovák név szerepel.)
- Pozsonyszőlős (Vajnory)
- Pozsony-Újváros (Nové Mesto)
- Récse (Rača)

## Népessége
| Év:            | 1994.  | 2004.   | 2014.   | 2024.    |
| -------------- | ------ | ------- | ------- | -------- |
| Emberek száma: | 64 587 | 61 614  | 63 081  | 78 125   |
| Eltérés:       |        | -4,60 % | +2,38 % | +23,84 % |

| Év:            | 2023.  | 2024.   |
| -------------- | ------ | ------- |
| Emberek száma: | 77 594 | 78 125  |
| Eltérés:       |        | +0,68 % |